# Dak'Art 2012
Dak'Art 2012 è la decima edizione d'arte della Biennale di Dakar, consacrata all'arte contemporanea africana e organizzata a Dakar in Senegal nel 2012.

## Storia
La decima edizione della Biennale di Dakar (undicesima se si considera come prima l'edizione del 1990 dedicata alla letteratura) festeggia il ventesimo anniversario della Biennale di Dakar con il titolo "Creazione contemporanea e dinamiche sociali" (Création contemporaine et dynamiques sociales).

## Organizzazione
I curatori della Biennale di Dakar del 2012 sono Christine Eyene, Nadira Laggoune e Riason Naidoo.
Il comitato d'orientazione è presieduto da Gérard Sénac e costituito da
Baïdy Agne, Alioune Badiane, Daouda Diarra, Thérèse Diatta, Viyé Diba, Abdoulaye Diop, Youma Fall, Anta Germaine Gaye, Annie Jouga, Mansour Kama, Abdoulaye Racine Kane, Kalidou Kasse, Massamba Mbaye, Bécaye Ndiaye, Moustapha Ndiaye, Mauro Petroni, Issa Samb, Ibrahima Seck, Oumar Sow D.G.A e El Hadj Sy. Il segretario generale della biennale è Ousseynou Wade.

## Partecipanti

### Esposizione internazionale
- Marwa Adel
- Nirveda Alleck
- Romaric Assié
- Cheikhou Bâ
- Younes Baba-Ali
- Bridget Baker
- James Beckett
- Doughba Caranda-Martin
- Rehema Chachage
- Mamadou Cissé
- Bakary Diallo
- Paul Emmanuel
- Em’Kal Eyongakpa
- Mounir Fatmi
- Jessica Foli
- Gabrielle Goliath
- Stéphanie Hoareau
- Katia Kameli
- Wanja Kimani
- Pascal Konan
- Jamila Lamrani
- Nathalie Mba Bikoro
- Mohau Modisakeng
- Chika Modum
- Nancy Mteki
- Victor Mutelekesha
- Moataz Nasr
- Cheikh Ndiaye
- Ndikhumbule Ngqinambi
- Ibrahima Niang
- Laura Nsengiyumva
- Amalia Ramanankirahina
- Henri Sagna
- Léopold Segueda
- Mamady Seydi
- Lerato Shadi
- Julien Sinzogan
- Oussama Tabti
- Christian Tundula
- Hervé Youmbi
- Rafik Zaidi
- Sofiane Zouggar

### Omaggio
- Joe Ouakam
- Papa Ibra Tall

### Artisti invitati
- Peter Clarke
- Goddy Leye
- Berni Searle

### Creatività femminile
Un'esposizione prodotta dall'’Instituto Valenziano di arte moderna composta da 3 sezioni: Fontaines olympiques, Sculptures et caissons lumineux e Architecture de femmes.
- Teresa Chafer, Ciclismo
- Natividad Navalòn, De cabeza al agua e El sueño de vivir. Buscando a esa mujer
- Mar Solis, Torreon de lozoya
- Isabel Muñoz
- Tania Concko
- Mia Hagg
- Ana Lozano
- Farshid Moussavi
- Françoise N’thepe
- Elisa Valero